# Nate Huffman
Nathaniel Thomas Huffman, detto Nate (Battle Creek, 2 aprile 1975 – Battle Creek, 15 ottobre 2015), è stato un cestista statunitense, professionista in Spagna, in Israele e nella NBA.

## Carriera
Dopo aver frequentato l'high school al Lansing Community College e l'università alla Central Michigan University (dove ha chiuso l'ultimo anno a 17,2 punti e 11 rimbalzi di media), Huffman ha trovato un contratto da free agent in NBA con i Los Angeles Clippers, ma è stato poi tagliato senza poter debuttare. Ha così trascorso la stagione 1997-1998 in CBA agli Idaho Stampede.
Nel 1998-1999 la sua prima parentesi europea, in Spagna con il Fuenlabrada: in 34 partite di regular season ha avuto una media di 12,5 punti e 8,2 rimbalzi a gara.
Nella stagione successiva passa al Maccabi Tel Aviv, dove rimarrà fino al 2002. Nel 2000-2001 ha conquistato la prima e unica edizione della Suproleague, competizione FIBA che in quell'anno si è disputata parallelamente all'Eurolega ULEB a seguito di una disputa tra le due parti. In quell'anno il pivot statunitense è stato nominato MVP sia della Suproleague che del campionato israeliano, e la rivista Basket News gli ha assegnato il riconoscimento di miglior cestista americano in Europa del 2001. In tre stagioni in gialloblu, Huffman ha vinto anche altrettanti campionati israeliani e coppe nazionali.
Nel luglio 2002 ha firmato un contratto da 5,2 milioni di dollari con i Toronto Raptors in NBA, valido per due anni con opzione per il terzo. Finirà per giocare solamente 7 partite, le ultime da professionista nonostante i 27 anni di età, a causa di un infortunio al ginocchio destro che ha indotto la franchigia canadese a una risoluzione dell'accordo, motivata dal fatto che il giocatore avrebbe nascosto le proprie reali condizioni fisiche alla firma del contratto. La vicenda è proseguita per vie legali, e nel febbraio 2004 i Raptors sono stati condannati al pagamento del restante stipendio.
Nel settembre 2004 è stato vicino a firmare in Italia con la Scavolini Pesaro, ma le visite mediche hanno dato esito negativo e l'ingaggio è saltato.
Il 29 settembre 2015 Huffman ha annunciato ad un sito israeliano di soffrire di un cancro al polmone in fase terminale; il 15 ottobre seguente muore all'età di 40 anni in seguito alla malattia.

## Palmarès

### Squadra
- Campionato israeliano: 3

Maccabi Tel Aviv: 1999-2000, 2000-01, 2001-02
- Coppa di Israele: 3

Maccabi Tel Aviv: 1999-2000, 2000-01, 2001-02
- Suproleague: 1

Maccabi Tel Aviv: 2001

### Individuale
- CBA All-Rookie First Team (1998)
- Ligat ha'Al MVP: 1

Maccabi Tel Aviv: 2000-01